# Hino Ranger
Le Hino Ranger (japonais : 日野レンジャー) est un modèle de camion commercial de poids moyen fabriqué par Hino Motors depuis 1964. 
En dehors du Japon, il est également connu sous le nom de « série 500 » et fait partie de la « série F », de la « série G » et de la « série S ». Il y a également eu une divergence partielle dans une gamme plus lourde et plus légère, cette dernière se distinguant par divers préfixes ou suffixes tels que « Day Cab Ranger » ou « Ranger 2 ». Dans certains pays, le Ranger n'était disponible qu'en camion moyen ou lourd avant que les modèles à faible poids, comme le FA et le FB, soient remplacés par le Hino Dutro. 

## Compétition automobile
Le Ranger a fait ses débuts dans le sport automobile en 1991 par son introduction au Dakar. 